# 小行星59239
小行星59239（59239 Alhazen）是一颗绕太阳运转的小行星，为主小行星带小行星。该小行星于1999年2月7日发现。
該小行星以阿拉伯天文學家、數學家、醫生、哲學家和物理學家伊本·海什木命名。

## 轨道参数
小行星59239的轨道半长轴为2.2522399 UA，离心率为0.209。